# Tonkinacris
Tonkinacris is een geslacht van rechtvleugeligen uit de familie veldsprinkhanen (Acrididae). De wetenschappelijke naam van dit geslacht is voor het eerst geldig gepubliceerd in 1916 door Carl.

## Soorten
Het geslacht Tonkinacris omvat de volgende soorten:
- Tonkinacris damingshanus Li, Lu, Jiang & Meng, 1991
- Tonkinacris decoratus Carl, 1916
- Tonkinacris meridionalis Li, 1986
- Tonkinacris ruficerus Ito, 1999
- Tonkinacris sinensis Chang, 1937
- Tonkinacris yaeyamaensis Ito, 1999